# Mirjam Boggasch
Mirjam Boggasch (* 1969 in Mannheim) ist eine deutsche Musikpädagogin, Hochschullehrerin und Rektorin der Hochschule für Künste Bremen (HfK Bremen).

## Leben
Boggasch studierte Schulmusik und Erziehungswissenschaft an der Universität der Künste Berlin, Germanistik an der Freien Universität Berlin und Instrumentalpädagogik mit Hauptfach Violoncello an der Hochschule für Musik Hanns Eisler Berlin. Von der Universität der Künste Berlin wurde sie mit der von Christoph Richter betreuten Schrift Wissenschaftspropädeutik in der Schule – Musik und Literatur als wissenschaftspropädeutisches Seminar in der gymnasialen Oberstufe in Musikpädagogik promoviert.
Nach einer Tätigkeit als Gymnasiallehrerin in Bayern in den Fächern Musik und Deutsch engagierte sich bei der Gestaltung des Musischen Zweiges sowie verschiedener innovativer praxisorientierter Unterrichtsmodelle. Zudem ist sie Mitverfasserin von Lehrbüchern für den Schulgebrauch im Fach Musik. 2009 trat Boggasch einen Lehrstuhl für Musikpädagogik an der Hochschule für Musik Karlsruhe an. Dort war sie unter anderem Mitglied des Senats, des Hochschulrates und von 2019 bis 2023 auch Prorektorin in der akademischen Selbstverwaltung und in der Hochschulleitung.
2023 wurde sie vom Akademischen Senat der HfK Bremen zur ersten weiblichen Präsidentin der Hochschule für Künste Bremen gewählt.